# Kuchinarai (huyện)
Kuchinarai (tiếng Thái: กุฉินารายณ์) là một huyện (‘‘amphoe’’) ở phía đông tỉnh Kalasin, đông bắc Thái Lan.

## Địa lý
Các huyện giáp ranh là (từ phía tây theo chiều kim đồng hồ) Don Chan, Na Mon, Huai Phueng, Na Khu và Khao Wong của tỉnh Kalasin, Khamcha-i và Nong Sung của tỉnh Mukdahan, Moei Wadi, Phon Thong và Pho Chai của tỉnh Roi Et.

## Hành chính
Huyện này được chia thành 12 phó huyện (tambon), các đơn vị này lại được chia thành 142 làng (muban). Có hai thị trấn (thesaban tambon) - Bua Khao and Kut Wa, mỗi đơn vị nằm trên một lãnh thổ của đơn vị cùng tên (tambon. Ngoài ra có 12 tổ chức hành chính tambon (TAO).
| Số TT | Tên          | Tên tiếng Thái | Số làng | Dân số |  |
| ----- | ------------ | -------------- | ------- | ------ |  |
| 1.    | Bua Khao     | บัวขาว          | 16      | 19.954 |  |
| 2.    | Chaen Laen   | แจนแลน         | 8       | 6.417  |  |
| 3.    | Lao Yai      | เหล่าใหญ่        | 12      | 7.418  |  |
| 4.    | Chum Chang   | จุมจัง           | 15      | 9.181  |  |
| 5.    | Lao Hai Ngam | เหล่าไฮงาม      | 12      | 7.144  |  |
| 6.    | Kut Wa       | กุดหว้า          | 12      | 9.775  |  |
| 7.    | Sam Kha      | สามขา          | 18      | 9.713  |  |
| 8.    | Na Kham      | นาขาม          | 16      | 12.514 |  |
| 9.    | Nong Hang    | หนองห้าง        | 9       | 5.373  |  |
| 10.   | Na Ko        | นาโก           | 9       | 4.779  |  |
| 11.   | Som Sa-at    | สมสะอาด        | 7       | 4.307  |  |
| 12.   | Kut Khao     | กุดค้าว          | 8       | 4.174  |  |